# Avaloir (égouttage)
Pour les articles homonymes, voir Avaloir.
Un avaloir ou sterput (belgicisme) est un dispositif à garde d'eau destiné principalement à recueillir les eaux de ruissellement ou de nettoyage des sols.

## Dans les travaux publics

### Avaloirs de voirie

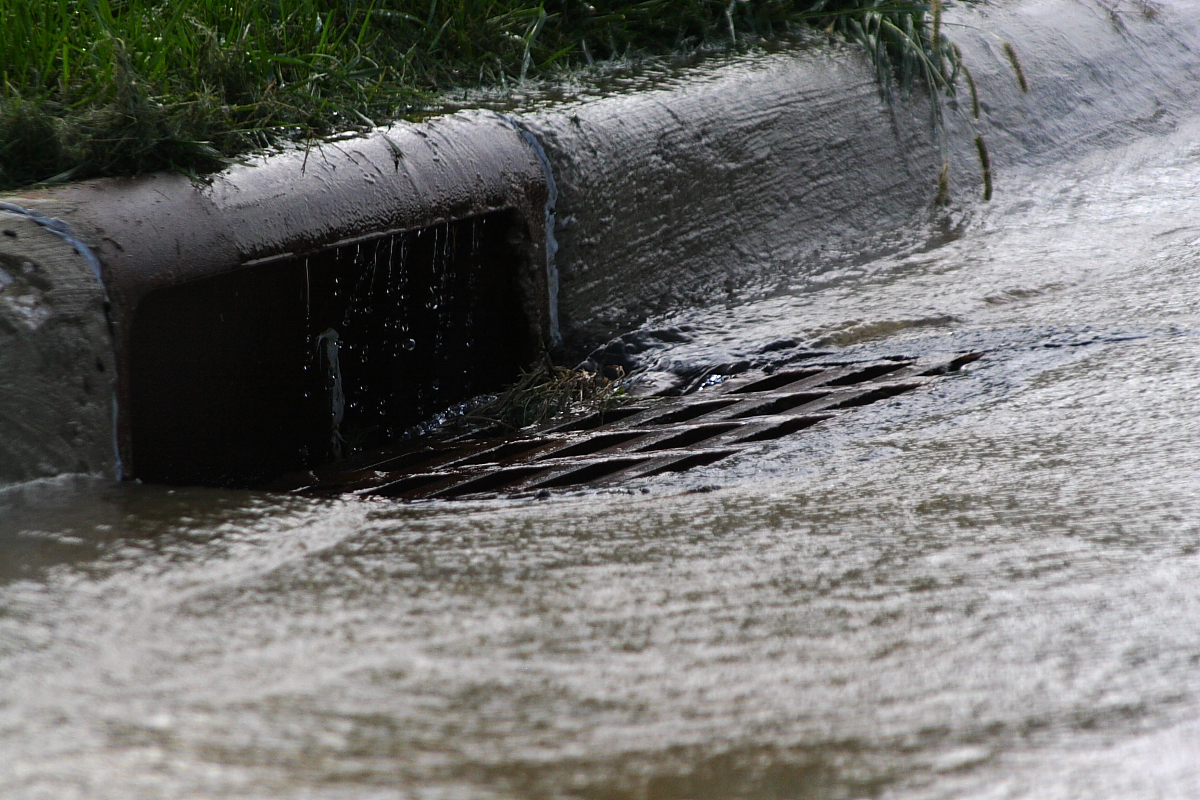
Avaloir de rue.

Dispositif placé le long des rues, dans le filet d'eau ou dans la bordure et qui permet de récupérer les eaux de ruissellement.
Ces avaloirs sont disponibles en béton, en acier coulé, en fonte, en PVC souvent avec grille en fonte

## En architecture et construction

### Avaloirs de sol ou de plancher
Les avaloirs de sol ou siphons de sol sont des dispositifs conçus pour recevoir les eaux de ruissellement et de nettoyage des sols tout en réalisant une occlusion hydraulique entre le réseau d'égouts et l'atmosphère. Pourvus d'une grille, ils peuvent assurer une filtration des eaux qui s'y déversent.
Les avaloirs de sol peuvent être en acier galvanisé, en fonte, en aluminium coulé, en acier inoxydable, en polypropylène (PP), en laiton, en acrylonitrile butadiène styrène (ABS) en polychlorure de vinyle (PVC)-U, en polyéthylène (PE).
On distingue :
- les avaloirs à cloche : modèle très courant d'avaloir, placé dans l'épaisseur de la chape, ils sont appelés ainsi parce que la partie interceptant les odeurs a la forme d'une cloche. On trouve des avaloirs de ce type en fonte, en acier inoxydable, cuivre, laiton, bronze, matières plastiques. Ils sont placés très généralement dans les pièces d'eau: buanderie, salle de bains, et dans les caves, cours, etc. Certains modèles sont adaptés pour les endroits carrossables.
- les avaloirs à coupe-air : plus basiques, pour lesquels l'occlusion hydraulique est assurée par l'évacuation.
- les avaloirs à panier: un panier intercepte les corps étrangers volumineux
- les avaloirs de pied de descente: peuvent recevoir l'eau des descentes d'eau pluviale.
- les avaloirs puisards: ils ont une plus grande contenance ce qui permet d'espacer les curages.
- les avaloirs ventilateurs: avaloirs de cour, permettent en plus d'aérer les canalisations.

### Avaloirs de descente d'eau
Les avaloirs se placent en pied de descente d'eau et permettent de réaliser un préfiltrage avant la citerne d'eau.

### Avaloirs séparateurs de graisse
On appelle aussi avaloirs les dispositifs qui permettent d'intercepter les graisses véhiculées par les eaux ménagères provenant des cuisines. Voir aussi séparateur de graisse

### Avaloirs anti-refoulement
Ces avaloirs sont placés chaque fois qu'un réseau d'égout est susceptible de refouler lorsqu'il devient surchargé. Ils évitent ainsi les inondations accidentelles dans les locaux où ils sont placés. Le dispositif peut être à simple ou à double sécurité (intégrant un obturateur manuel: vanne, robinet à boisseau ou à soupape.)
Ces dispositifs doivent être d'un entretien facile, ne pas occasionner de perte de charge, être hermétiques aux contre-courant, être construits avec des matériaux résistants à la corrosion, être pourvu d'ouvertures de nettoyage aussi bien  en amont qu'en aval de son obturateur.

### Avaloirs de toiture

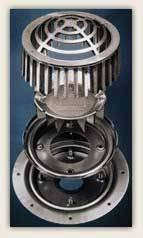
Un avaloir (aussi appelée « naissance ») qui permet l'évacuation des eaux pluviales.

Avaloirs ou naissance placés au point le plus bas des toitures plates pour récupérer les eaux de pluie.
Cet avaloir y compris la tubulure peut être réalisé au moyen d'une feuille de plomb (2 mm-3 mm minimum) qui vient se ficher dans le tuyau de descente.
Il peut être aussi réalisé au moyen de quincailleries adaptées fournies par des fabricants. Ces systèmes intègrent des bavettes de raccordement compatibles avec celui des pare-vapeurs et revêtement de toiture.
Ils sont à simple paroi, à double paroi, et éventuellement isolés intérieurement (isolation en mousse de PU) afin de réaliser une coupure thermique avec le gros-œuvre. Certains avaloirs sont équipés d'un système de réchauffement électrique pour éviter qu'ils ne gèlent.
Il en existe en sortie droite ou coudée. Les avaloirs se raccordent directement  au tuyau de descente ou via de pièces de réduction.
Il peut être muni d’un collecteur de graviers qui évite que le recouvrement de graviers de la toiture ne pénètre dans l'avaloir.  De la même manière, une crépine est éventuellement ajoutée pour filtrer les feuilles d'arbre qui pourraient s'y glisser.

Ces avaloirs sont disponibles en fonte, en aluminium, en polyester, en polypropylène, en Polyuréthane (PUR)
À l'endroit de l'avaloir, l'épaisseur du béton de pente peut être réduite afin d'assurer la bonne insertion de l'avaloir et d'éviter que les eaux de pluie ne stagnent.

### Avaloirs de balcon
Avaloirs placés sur les balcons et permettant d'en assurer l'évacuation des eaux de pluie.

## Les matériaux

### La fonte
En cas d'agressions chimiques (alcalis, acides sulfuriques concentrés, nitrates et autres matières), la fonte fait preuve d'une excellente résistance à la corrosion.